# Mylo Xyloto
Mylo Xyloto [ˈmaɪloʊ ˈzaɪlətoʊ] ist das fünfte Studioalbum der britischen Rockband Coldplay. Die weltweite Veröffentlichung fand am 24. Oktober 2011 statt.

## Hintergrund
In der Adventszeit 2010 erschien der weihnachtliche Song Christmas Lights. Spekulationen, es sei der erste Song des neuen Albums, bestätigten sich nicht. Zu dieser Zeit arbeitete Coldplay jedoch ohne Wissen der Öffentlichkeit bereits an ihrem neuen Album. Die ersten Songs Every Teardrop Is a Waterfall, Major Minus, Us Against the World, Hurts Like Heaven und Charlie Brown wurden am 3. Juni 2011 im Rahmen des alljährlich stattfindenden Rockfestivals Rock im Park uraufgeführt und vom Publikum begeistert aufgenommen.
Am 12. August 2011 gaben Coldplay auf ihrer Homepage mit den Worten – „Hello everybody, We have finished our new album. It’s called Mylo Xyloto and it comes out on October 24th. We hope you like it and we hope you are all well“ – den Namen und das Erscheinungsdatum bekannt. Die Band selbst gibt an, dass der Name bis dato keine Bedeutung hatte und gewählt wurde, weil es so keine vorgefassten Vorstellungen hierzu gibt und Vorwürfe bezüglich geistigen Diebstahls bei der Namensgebung sich so nicht wiederholen könnten.
Aufgenommen wurde es im „Bakery“-Studio, gelegen in einem Hinterhofgebäude im Londoner Stadtteil Hampsted. Es diente bereits als Aufnahmeort für das Vorgängeralbum. Teile des Albums wurden auch im Nord-Londoner Studio The Beehive aufgenommen.
Coldplay arbeitete an diesem Album zusammen mit dem britischen Musikproduzenten Brian Eno, welcher bereits U2 unterstützte. Auch den Musikstil ihres Albums Viva la Vida or Death and all his Friends beeinflusste er. Das Konzeptalbum behandelt die Liebesbeziehung zwischen Mylo und Xyloto, und wie sie in der sich immer beschleunigerenden Welt bestehen bleibt. Die Titel ergeben die Handlung dieser Geschichte. Eine Besonderheit sind kurze, vor längeren Songs befindliche Melodien, die den Hörer auf den darauffolgenden Song einstimmen sollen.

## Cover
Als Albumcover wurde ein von David A. Carter entworfenes Graffito gewählt. Es ist aus einer Mischung von lebensfrohen, leuchtenden Farben entworfen worden, was auch die Art der Musik zum Leben widerspiegelt. So wirkt die Musik sehr fröhlich, beschwingend und hoffnungsvoll. Zudem befinden sich auf dem Cover schwer entzifferbare Wörter, Teile der Liedtexte und Begriffe, die unmittelbar mit dem Album in Verbindung stehen. Es gibt zudem ein alternatives Cover, das ganz in Silber gehalten ist, und zwei Buchstaben ausgeschnitten sind, die den Blick auf das Graffito freigeben.

## Titelliste
| #  | Titel                         | Songwriter                                                                                           | Länge | Bemerkung                          |
| -- | ----------------------------- | --- | ----- | ---------------------------------- |
| 1  | Mylo Xyloto                   | Guy Berryman, Jonny Buckland, Will Champion, Chris Martin                                            | 0:43  |                                    |
| 2  | Hurts Like Heaven             | Guy Berryman, Jonny Buckland, Will Champion, Chris Martin                                            | 4:02  | Sechste Single (27. Juli 2012)     |
| 3  | Paradise                      | Guy Berryman, Jonny Buckland, Will Champion, Chris Martin                                            | 4:38  | Zweite Single (12. September 2011) |
| 4  | Charlie Brown                 | Guy Berryman, Jonny Buckland, Will Champion, Chris Martin                                            | 4:45  | Dritte Single (23. Januar 2012)    |
| 5  | Us Against the World          | Guy Berryman, Jonny Buckland, Will Champion, Chris Martin                                            | 4:00  |                                    |
| 6  | M.M.I.X                       | Guy Berryman, Jonny Buckland, Will Champion, Chris Martin                                            | 0:49  |                                    |
| 7  | Every Teardrop Is a Waterfall | Guy Berryman, Jonny Buckland, Will Champion, Chris Martin, Peter Allen, Adrienne Anderson, Brian Eno | 4:01  | Erste Single (3. Juni 2011)        |
| 8  | Major Minus                   | Guy Berryman, Jonny Buckland, Will Champion, Chris Martin                                            | 3:30  |                                    |
| 9  | U.F.O.                        | Guy Berryman, Jonny Buckland, Will Champion, Chris Martin                                            | 2:18  |                                    |
| 10 | Princess of China             | Guy Berryman, Jonny Buckland, Will Champion, Chris Martin                                            | 3:59  | Vierte Single (15. April 2012)     |
| 11 | Up in Flames                  | Guy Berryman, Jonny Buckland, Will Champion, Chris Martin                                            | 3:13  |                                    |
| 12 | A Hopeful Transmission        | Guy Berryman, Jonny Buckland, Will Champion, Chris Martin                                            | 0:33  |                                    |
| 13 | Don’t Let It Break Your Heart | Guy Berryman, Jonny Buckland, Will Champion, Chris Martin                                            | 3:54  |                                    |
| 14 | Up with the Birds             | Guy Berryman, Jonny Buckland, Will Champion, Chris Martin                                            | 3:48  | Fünfte Single (21. April 2012)     |

## Japan Bonus
1. „Charlie Brown“ (Live Glastonbury 2011) 4:48
2. „Life Is for Living“ (Live Glastonbury 2011) 2:30
3. „Every Teardrop Is a Waterfall“ (Live Glastonbury 2011) 4:38

## Single-Auskopplungen
Every Teardrop Is a Waterfall (engl./deutsch: Jede Träne ist ein Wasserfall) wurde am 3. Juni 2011 vor Erscheinen des Albums veröffentlicht. Sie ist außerdem als Schallplatte mit dem Album-Stück Major Minus und dem Lied Moving to Mars erhältlich. Das Lied basiert auf dem von Peter Allen und Adrienne Anderson geschriebenen I Go to Rio. Die Single wurde ein weltweiter Hit.
Paradise (engl./deutsch: Paradies) wurde am 12. September veröffentlicht und ist die zweite Singleauskopplung des Albums. Die Single wurde bisher etwa 3,0 Mio. mal verkauft.
Die dritte Single, Charlie Brown, erschien am 18. Dezember 2011.
Princess of China (engl./deutsch: Prinzessin von China), die Kollaboration mit Rihanna, wurde als vierte Single gewählt. Sie ist seit dem 13. April 2012 als Download erhältlich.
Von Up with the Birds (engl./deutsch: Oben bei den Vögeln) wurden, mit U.F.O. als B-Seite, 2.000 7-Zoll-Vinylschallplatten hergestellt. Sie wurden am 21. April 2012 veröffentlicht.
Hurts Like Heaven ist seit dem 27. Juli 2012 als Download-Single erhältlich.

## Rezeption

### Rezensionen
Für Sinem Kiliç von der Frankfurter Allgemeinen Zeitung machen insbesondere die Kontraste in Tempo und Rhythmik das Album aus: „Es sind diese Momente im Album, die, zusammen mit den beiden Zwischenspielen, Zeit zum Atmen geben. Im nächsten Moment münden diese Atempausen jedoch in Songs wie „Every Teardrop Is a Waterfall“, der mit treibendem Beat und eingängigem Gitarrenriff die Welt in sprühend-bunte Farben hüllt.“ Als „befremdlich“ wertet er jedoch das Lied Princess of China: „In den sonst so stimmig geformten Coldplay-Kosmos vermag sich dieses Duett jedoch nicht einzugliedern.“ Die Idee des Konzeptalbums gehe jedoch auf, so Kiliç abschließend: „Mit diesem Kaleidoskop liefert das Quartett den Beweis dafür, dass Konzeptalben funktionieren […] können.“
Auch Jens Bauszus vom Focus erkennt eine kontrastive Gestaltung des Albums, allerdings zwischen anderen Kontrastpunkten: Er vermutet, dass im Laufe der Zeit zwar die Popularität der Band gestiegen sei, langjährige Fans hätten sich aber angesichts des musikalischen Wandels enttäuscht von Coldplay abgewandt. Bauszus erkennt im neuen Album nun „immerhin einen kleinen Spagat“, der auch musikalische Elemente wesentlich früherer Alben einbinde: „Zwar tragen sie einerseits wieder dick auf, stellen den Synthesizer mehr denn je in den Mittelpunkt und konstruieren so noch aufwändigere Klangpanoramen wie auf Viva La Vida. […] Doch neben den überladenen Soundungetümen wie der schwülstigen, mit Chorgesängen vollgestopften Single Paradise oder Don’t Let It Break Your Heart finden Coldplay auch zu früheren Großtaten zurück.“ Insbesondere bei den Balladen Us Against The World und U.F.O. mache sich der Rückgriff deutlich. Hier zeigten Coldplay „eindrucksvoll, dass Coldplay auch ohne überflüssigen Bombast bombastisch gut klingen, ihre Songs aufgrund ihrer inneren Größe Schönheit ausstrahlen können. Ohne aufgeblasenen Chor. Ohne wabernde Streicher. Ohne Schnickschnack eben.“ Insgesamt kommt Bauszus jedoch zu einem skeptischeren Fazit: Für ihn bleibe „das Gefühl, dass Coldplay hinter ihren Möglichkeiten geblieben sind.“
Einen Spagat will auch Erich Renz von laut.de erkannt haben: „Es ist dabei gar nicht mal so bombastisch, wie Coldplays Entwicklung und die drei Single-Vorboten vermuten ließen. Hymnen werden angetastet, wirken aber auf den Wahnsinnspop nicht belastend.“ So nähmen sich Coldplay bei vielen Stücken deutlich zurück: „Es bricht kurz vor der Grenze des Zumutbaren ab und widersetzt sich in letzter Sekunde dem Herkömmlichen. Die Gratwanderung wird bei einigen Titeln deutlich“. Besonders hebt der Rezensent den Gitarristen Jonny Buckland hervor, der „die größte individuelle Errungenschaft anzurechnen“ sei: „Seine Riffs in Hurts Like Heaven, Charlie Brown und Major Minus sind griffig, quicklebendig und aufreizend.“
Andreas Borcholte von Spiegel Online vermag im Album keinen „Mangel an großen Gesten“ auszumachen. Der große Wurf sei Coldplay dennoch nicht gelungen, denn „der Rest ist dann doch weniger Quantensprung als vielmehr der schön durchkomponierte, überall kompatible Breitwand-Rock, den die Band schon auf Viva La Vida perfektioniert hatte.“ Auch Borcholte hebt die Rückbezüge auf frühere Werke Coldplays hervor: Er staune, „wie gut die Songs sind, wie nachhaltig die Melodien, wie engagiert und unsaturiert die Band sich nach einem zeitgemäßen Rocksound streckt – und bei aller Gigantomanie, bei allem Zu-viel-Wollen zu einem überraschend überzeugenden Ergebnis kommt.“
Für Andreas Rauschal von der Wiener Zeitung bedeutete das Album „die endgültige Ankunft im gleichzeitig glattgebügelten und dabei überfrachteten Mainstreampop für Formatradiohörer“.

### Preise
2012 befanden sich Coldplay unter den Nominierten für wichtige Musikpreise. Bei den 54. Grammy Awards war die Band mit Paradise unter den Vorgeschlagenen für die „Best Pop Duo/Group Performance“. In den Kategorien „Best Rock Performance“ sowie „Best Rock Song“, beide jeweils für den Song Every Teardrop Is a Waterfall, wurden sie ebenfalls nominiert. Bei den BRIT Awards 2012 gewannen sie den Preis für die beste „British Group“ und waren für das „British Album of the Year“ nominiert. Bei den BRIT Awards 2013 gewannen Coldplay als Resultat ihrer Mylo Xyloto World Tour den Award in der Kategorie „Best British Live Act“.

## Kommerzieller Erfolg

### Chartplatzierungen
Bereits wenige Minuten nach Veröffentlichung erklomm Mylo Xyloto die Spitzenpositionen der Downloadportale iTunes und Musicload. Auch beim Versandhaus Amazon war Mylo Xyloto bereits einige Tage vor Veröffentlichung das meistverkaufte Album. Als Coldplay am 26. Oktober für ein Konzert in Madrid ankamen, wurden ihnen – zwei Tage nach Veröffentlichung – die Goldene Schallplatte für 40.000 in Spanien verkaufte Exemplare überreicht.
Bereits zum dritten Mal gelang es der Band mit ihrem Album die Spitzenposition der Billboard 200 zu erreichen. Auch in ihrem Heimatland Großbritannien wurde Mylo Xyloto wie ihre anderen zuvor ein Nummer-eins-Album.
| ChartsChartplatzierungen       | Höchstplatzierung | Wochen |
| ------------------------------ | ----------------- | ------ |
| Deutschland (GfK)              | 1 (46 Wo.)        | 46     |
| Österreich (Ö3)                | 2 (42 Wo.)        | 42     |
| Schweiz (IFPI)                 | 1 (58 Wo.)        | 58     |
| Vereinigte Staaten (Billboard) | 1 (54 Wo.)        | 54     |
| Vereinigtes Königreich (OCC)   | 1 (79 Wo.)        | 79     |

| ChartsJahrescharts (2011)      | Platzierung |
| ------------------------------ | ----------- |
| Deutschland (GfK)              | 13          |
| Österreich (Ö3)                | 23          |
| Schweiz (IFPI)                 | 3           |
| Vereinigte Staaten (Billboard) | 35          |
| Vereinigtes Königreich (OCC)   | 5           |

| ChartsJahrescharts (2012)      | Platzierung |
| ------------------------------ | ----------- |
| Deutschland (GfK)              | 72          |
| Österreich (Ö3)                | 44          |
| Schweiz (IFPI)                 | 20          |
| Vereinigte Staaten (Billboard) | 17          |
| Vereinigtes Königreich (OCC)   | 9           |

### Auszeichnungen für Musikverkäufe
| Land/Region                  | Auszeichnungen für Musikverkäufe (Land/Region, Auszeichnung, Verkäufe) | Verkäufe    |
| ---------------------------- | ---------------------------------------------------------------------- | ----------- |
| Australien (ARIA)            | 2× Platin                                                              | 140.000     |
| Belgien (BRMA)               | Platin                                                                 | (30.000)    |
| Dänemark (IFPI)              | 3× Platin                                                              | (60.000)    |
| Deutschland (BVMI)           | 2× Platin                                                              | (400.000)   |
| Europa (IFPI)                | 3× Platin                                                              | 3.000.000   |
| Finnland (IFPI)              | Platin                                                                 | (21.028)    |
| Frankreich (SNEP)            | 3× Platin                                                              | (300.000)   |
| Irland (IRMA)                | 2× Platin                                                              | (30.000)    |
| Italien (FIMI)               | 4× Platin                                                              | (200.000)   |
| Japan (RIAJ)                 | Gold                                                                   | 100.000     |
| Kanada (MC)                  | 3× Platin                                                              | 240.000     |
| Kolumbien (ASINCOL)          | Platin                                                                 | 10.000      |
| Mexiko (AMPROFON)            | Platin                                                                 | 60.000      |
| Neuseeland (RMNZ)            | 3× Platin                                                              | 45.000      |
| Niederlande (NVPI)           | Platin                                                                 | (50.000)    |
| Norwegen (IFPI)              | Platin                                                                 | (30.000)    |
| Österreich (IFPI)            | Gold                                                                   | (10.000)    |
| Portugal (AFP)               | 2× Platin                                                              | (30.000)    |
| Schweden (IFPI)              | Platin                                                                 | (40.000)    |
| Schweiz (IFPI)               | 2× Platin                                                              | (60.000)    |
| Spanien (Promusicae)         | 2× Platin                                                              | (120.000)   |
| Vereinigte Staaten (RIAA)    | Platin                                                                 | 1.000.000   |
| Vereinigtes Königreich (BPI) | 5× Platin                                                              | (1.600.000) |
| Insgesamt                    | 2× Gold · 46× Platin ·                                                 | 4.595.000   |

Hauptartikel: Coldplay/Auszeichnungen für Musikverkäufe